# Сера (Ярославская область)
Сера — село в Мышкинском районе Ярославской области России. 
В рамках организации местного самоуправления входит в Приволжское сельское поселение, в рамках административно-территориального устройства — в Поводневский сельский округ.

## География
Расположено на речке Серка (левом притоке Волги), в 93 километрах к западу от центра города Ярославля и в 14 километрах к юго-западу от города Мышкин.

## Население
| 1859 | 2002 | 2007 | 2010 |
| ---- | ---- | ---- | ---- |
| 89   | ↗174 | ↘169 | ↘130 |

Согласно результатам переписи 2002 года, в национальной структуре населения русские составляли 95 % из 174 жителей.

## Достопримечательности
В селе находится церковь Покрова Пресвятой Богородицы (1777 год).